# Monoplegia
La monoplegia és la paràlisi d'un sol membre. Quan el grau d'afectació no és complet (parèsia) llavors s'anomena monoparèsia. Moltes condicions que causen paraplegia o tetraplegia comencen com a monoplegia. Així, també s'ha de consultar el diagnòstic de paraplegia espinal. A més, múltiples trastorns cerebrals que causen hemiplegia poden començar com a monoplegia.